# Angelika Brandt (Biologin)

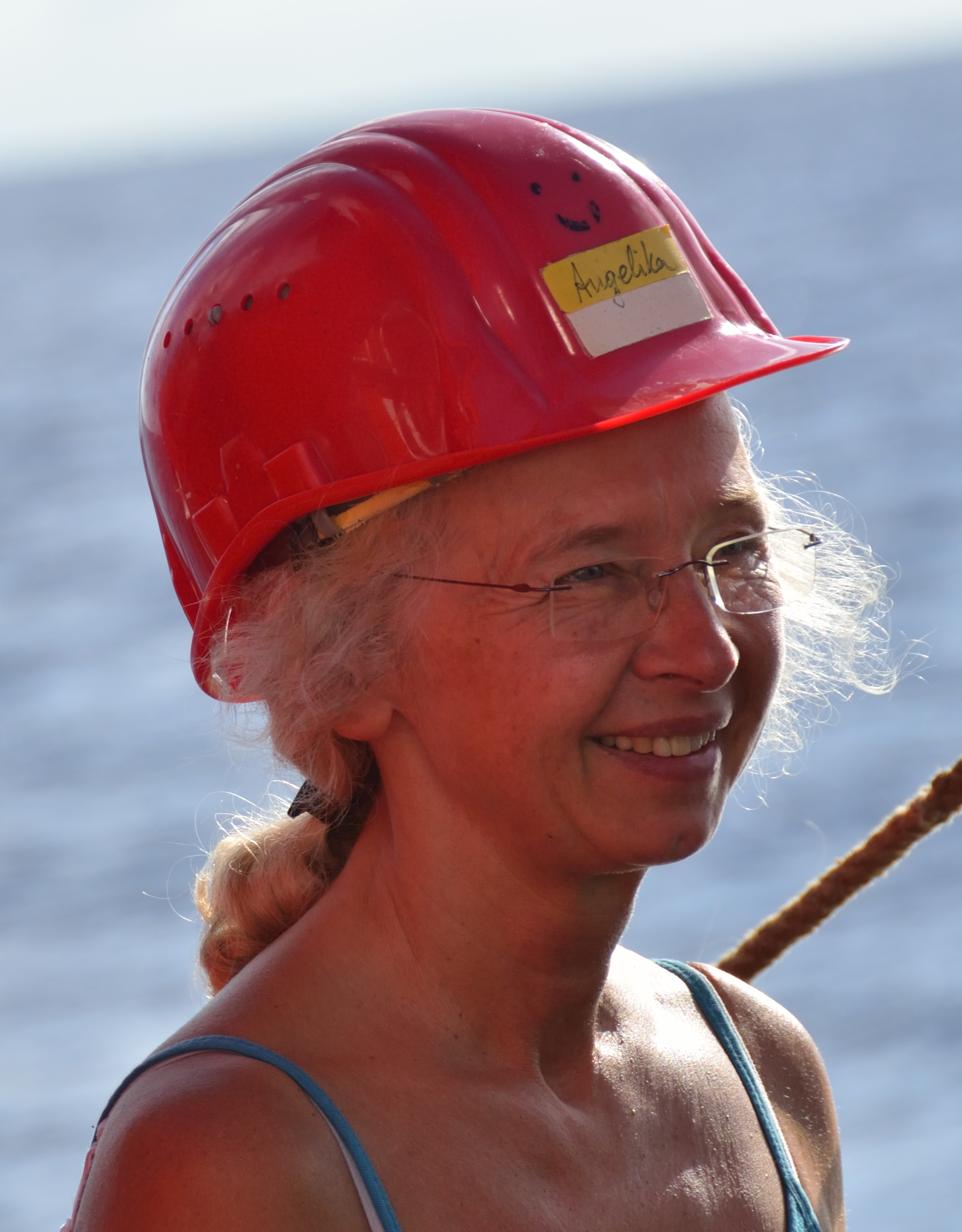
Angelika Brandt, 2016

Angelika Brandt (* 6. Dezember 1961 in Minden) ist eine deutsche Meeresbiologin. Sie ist Expertin für antarktische Tiefsee-Biodiversität und plante, organisierte und leitete mehrere ozeanographische Expeditionen in die Antarktis, welche signifikant zum Verständnis der Antarktis- und Tiefseebiologie beigetragen haben. Sie ist National Geographic Society’s Adventurer of the Year 2007 und leitende Wissenschaftlerin des Projektes ANDEEP (ANtarctic benthic DEEP-sea biodiversity), das sich der Erforschung von benthischen Organismen in der antarktischen Tiefsee widmete.

## Jugend und Ausbildung
Geboren in Minden, studierte sie an der Universität Oldenburg Biologie und Pädagogik und schloss 1985 ihre Diplomprüfung in Pädagogik ab. 1986 absolvierte sie die Prüfung als Forschungstaucherin an der Universität Kiel und promovierte sich 1991 mit der Schrift Zur Besiedlungsgeschichte des antarktischen Schelfes am Beispiel der Isopoda (Crustacea, Malacostraca), die mit dem Wissenschaftspreis der Annette Barthelt-Stiftung prämiert wurde.

## Karriere und Wirkung
Brandts Forschungsschwerpunkt ist die Makrofauna der Tiefsee und der Polarregionen. In diesem breiten Feld untersucht sie die Biodiversität, Systematik, Biogeographie und Evolution der Tiefsee-Isopoden (Crustacea, Malacostraca) mit einem besonderen Fokus auf benthische Systeme.
Nachdem sie an der Universität Kiel ein Postdoktorat abgeschlossen hatte, wurde sie 1995 als Professorin der speziellen Zoologie an die Universität Hamburg berufen. 2003 wurde sie stellvertretende Direktorin und von 2004 bis 2009 Direktorin des Zoologischen Museums der Universität Hamburg, wo sie die Abteilung Wirbellose Tiere II (Crustacea und Polychaeta) kuratierte.
2017 wechselte Brandt vom Hamburger Centrum für Naturkunde (CeNaK) an das Senckenberg Museum in Frankfurt am Main, wo sie gleichzeitig Professorin für marine Zoologie an der Goethe-Universität ist. Sie nahm an über 20 Expeditionen in die Polarregionen teil, unter anderem an der Jungfernfahrt des Forschungsschiffs Sonne 2014/2015.
Brandt ist und war in zahlreichen Gremien aktiv, darunter das Southern Ocean Observing System (SOOS), das Scientific Committee of Antarctic Research (SCAR) und das Steering Committee der CoML-Projekte CeDAMar (Census of the Diversity of Abyssal Marine Life) und CAML (Census of the Antarctic Marine Life). Sie reviewed unter anderem für Nature und ist Gutachterin für DFG, DAAD und NERC (National Environmental Research Council).

## Auszeichnungen und Ehrungen (Auswahl)
- 2024 Internationaler Preis für Biologie
- 2023 Benennung der Meeresassel Austroniscus brandtae zu ihren Ehren[14]
- 2022 Carlo Heip Award[15]
- 2008 Medal for Excellences in Polar Sciences des SCAR[16]
- 2007 Nennung als Autorin einer der 10 wichtigsten wissenschaftlichen Arbeiten des Jahres für ihre Nature-Publikation über die ANDEEP-Ergebnisse durch das  Time-Magazin[17]
- 2007 National Geographic Society’s Adventurer of the Year[1]
- 2003 Aufnahme unter die Fellows der Linnean Society of London[18]
- 1982 Wissenschaftspreis der Annette Barthelt-Stiftung[6]